# Kanton Conty
Kanton Conty is een voormalig kanton van het Franse departement Somme. Het kanton maakte deel uit van het arrondissement Amiens. Het werd opgeheven bij decreet van 26 februari 2014 met uitwerking in 2015.

## Gemeenten
Het kanton Conty omvatte de volgende gemeenten:
- Bacouel-sur-Selle
- Belleuse
- Bosquel
- Brassy
- Contre
- Conty (hoofdplaats)
- Courcelles-sous-Thoix
- Essertaux
- Fleury
- Fossemanant
- Frémontiers
- Lœuilly
- Monsures
- Namps-Maisnil
- Nampty
- Neuville-lès-Lœuilly
- Oresmaux
- Plachy-Buyon
- Prouzel
- Sentelie
- Thoix
- Tilloy-lès-Conty
- Velennes